# Våmbs församling
Våmbs församling var en församling i Billings kontrakt i Skara stift. Församlingen låg i Skövde kommun i Västra Götalands län och ingick i Skövde pastorat. Församlingen uppgick 2014 i Skövde församling.

## Administrativ historik
Församlingen har medeltida ursprung. 
Församlingen var till 2014 annexförsamling i pastoratet Skövde, Ryd och Våmb, som före 1974 även omfattat flera andra församlingar. Församlingen uppgick 2014 i Skövde församling. 
Den 1 januari 1992 överfördes ett område med 218 personer till Våmbs församling från Norra Kyrketorps församling.

## Kyrkor
- Våmbs kyrka
- S:t Johannes kyrka